# Antonín Baudyš
Antonín Baudyš, né le 9 septembre 1946 à Prague et mort le 24 août 2010 à Prague, est un homme politique et astrologue tchèque, ancien membre du mouvement KDU-ČSL.